# Kirchenbezirk Berlin-Brandenburg
| Selbständige Evangelisch-Lutherische Kirche Kirchenbezirk Berlin-Brandenburg | Selbständige Evangelisch-Lutherische Kirche Kirchenbezirk Berlin-Brandenburg |
| ---------------------------------------------------------------------------- | ---------------------------------------------------------------------------- |
|                                                                              |                                                                              |
| Basisdaten                                                                   |                                                                              |
| Leitender Geistlicher:                                                       | Superintendent Roger Zieger                                                  |
| Kirche:                                                                      | Selbständige Evangelisch-Lutherische Kirche                                  |
| Kirchenregion:                                                               | Ost                                                                          |
| Gemeinden:                                                                   | 31 in 13 Pfarrbezirken                                                       |
| Anschrift:                                                                   | Usedormer Straße 11 13355 Berlin                                             |
| Internetauftritt:                                                            | Website Kirchenbezirk                                                        |

Der Kirchenbezirk Berlin-Brandenburg ist ein Kirchenbezirk der Selbständigen Evangelisch-Lutherischen Kirche (SELK) und eine Körperschaft des öffentlichen Rechts. Der Name dieses Kirchenbezirkes lautete bis zur Vereinigung zwischen der evangelisch-lutherischen (altlutherischen) Kirche mit der Selbständigen Evangelisch-Lutherischen Kirche Berlin-Märkische Diözese.

## Struktur
Dem Kirchenbezirk steht als leitender Geistlicher ein Superintendent vor, der mit dem Kirchenbezirksbeirat die Leitung innehat. Weitere Organe sind die Kirchenbezirkssynode, die jährlich tagt. Synodale stellt eine Kirchengemeinde mit jeweils einem Laienvertreter und dem Gemeindepfarrer. Neben der Synode ist der Bezirkspfarrkonvent, dem alle Pfarrer im aktiven Dienst mit Sitz und Stimme angehören, Organ des Kirchenbezirks. Dieser Kirchenbezirk gehört zur Kirchenregion Ost der SELK. Aufgrund von Umstrukturierungsmaßnahmen werden derzeit Kirchengemeinden zu neuen Pfarrbezirken zusammengeschlossen.

## Lutherische Kirchengemeinden
- Pfarrbezirk Angermünde / Berlin-Marzahn
  - Evangelisch-Lutherische St. Martinsgemeinde Angermünde
  - Evangelisch-Lutherische Gemeinde Fredersdorf
  - Evangelisch-Lutherische Gemeinde Schwedt
  - Evangelisch-Lutherische Missionsgemeinde Berlin-Marzahn
- Pfarrbezirk Berlin-Mitte/Berlin-Köpenick/Strausberg/Schulzendorf
  - Evangelisch-Lutherische Gemeinde Berlin-Mitte
- Pfarrbezirk Berlin-Neukölln
  - Evangelisch-Lutherische Paulusgemeinde Berlin-Neukölln
- Pfarrbezirk Berlin-Spandau
  - Evangelisch-Lutherische Heilig-Geist-Gemeinde Berlin-Spandau
- Pfarrbezirk Berlin-Wedding/Oranienburg
  - Evangelisch-Lutherische Augustana Gemeinde Berlin-Wedding
  - Evangelisch-Lutherische Gemeinde Oranienburg
- Pfarrbezirk Berlin-Wilmersdorf/Rathenow
  - Evangelisch-Lutherische Gemeinde zum Heiligen Kreuz Berlin-Wilmersdorf
  - Evangelisch-Lutherische Gemeinde Rathenow
- Pfarrbezirk Berlin-Zehlendorf/Steglitz
  - Evangelisch-Lutherische St. Mariengemeinde Berlin-Zehlendorf
  - Evangelisch-Lutherische Dreieinigkeitsgemeinde Berlin-Steglitz
- Pfarrbezirk Fürstenwalde
  - Evangelisch-Lutherische Kirche Fürstenwalde (Spree)
  - Evangelisch-Lutherische Gemeinde Wriezen
- Pfarrbezirk Greifswald
  - Evangelisch-Lutherische St. Otto von Bamberg Kirche Greifswald
  - Evangelisch-Lutherische Gemeinde Rügen
  - Evangelisch-Lutherische Gemeinde Stralsund/Maltzien
  - Evangelisch-Lutherische Gemeinde Heringsdorf
  - Evangelisch-Lutherische Gemeinde Demmin
  - Evangelisch-Lutherische Gemeinde Anklam
  - Evangelisch-Lutherische Gemeinde Zemitz/Wolgast
- Pfarrbezirk Jabel
  - Evangelisch-Lutherische Kirche Jabel
  - Evangelisch-Lutherische Gemeinde Krempendorf
  - Evangelisch-Lutherische Gemeinde Perleberg
  - Evangelisch-Lutherische Gemeinde Blüthen
  - Evangelisch-Lutherische Kreuzkirche Neuruppin
- Pfarrbezirk Potsdam/Luckenwalde/Lutherstadt Wittenberg
  - Evangelisch-Lutherische Christusgemeinde Luckenwalde
  - Evangelisch-Lutherische Christuskirche Potsdam
- Pfarrbezirk Schwerin
  - Evangelisch-Lutherische Martin-Luther-Gemeinde Schwerin

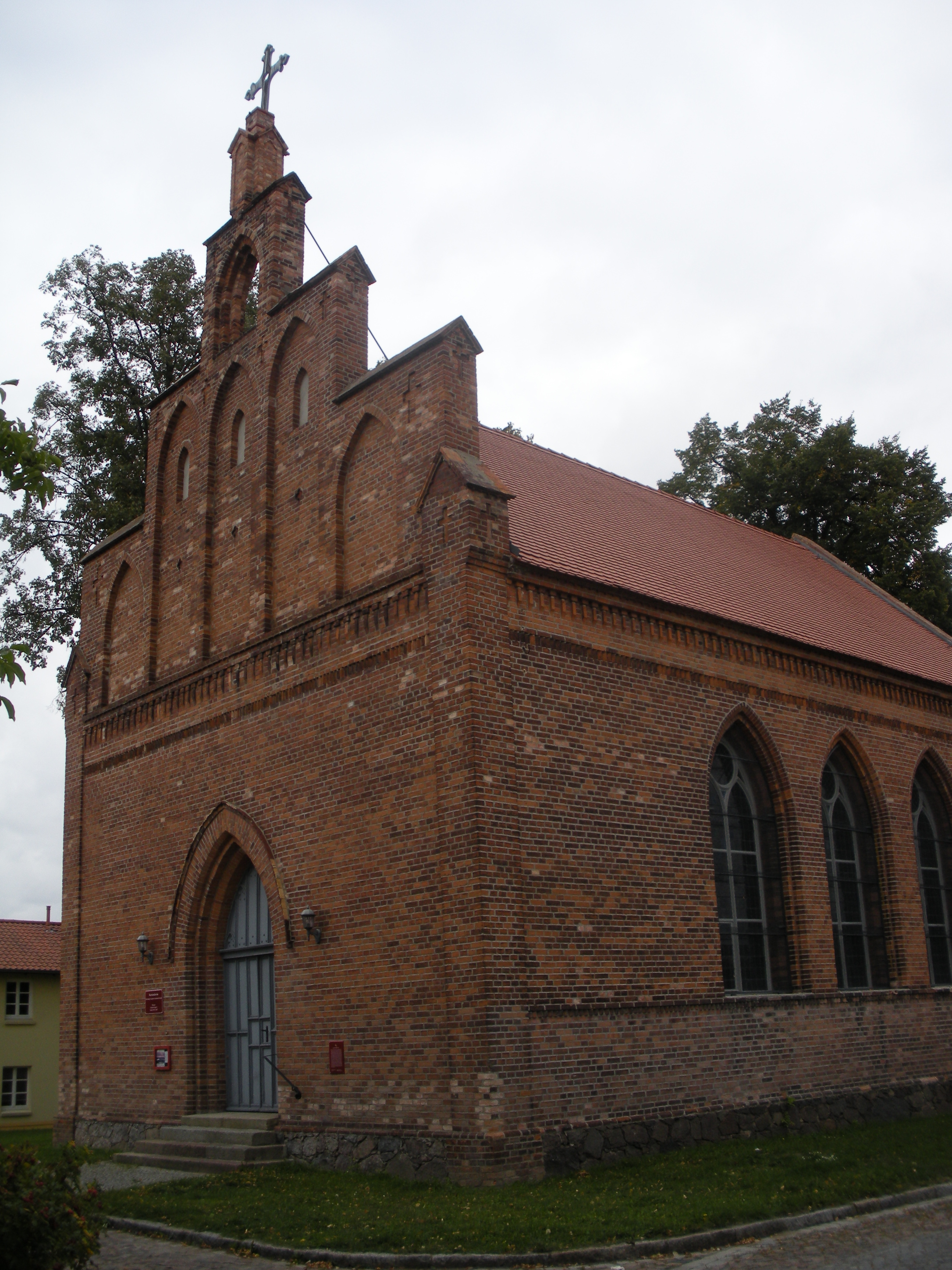
Evangelisch-Lutherische Martinskirche, Angermünde
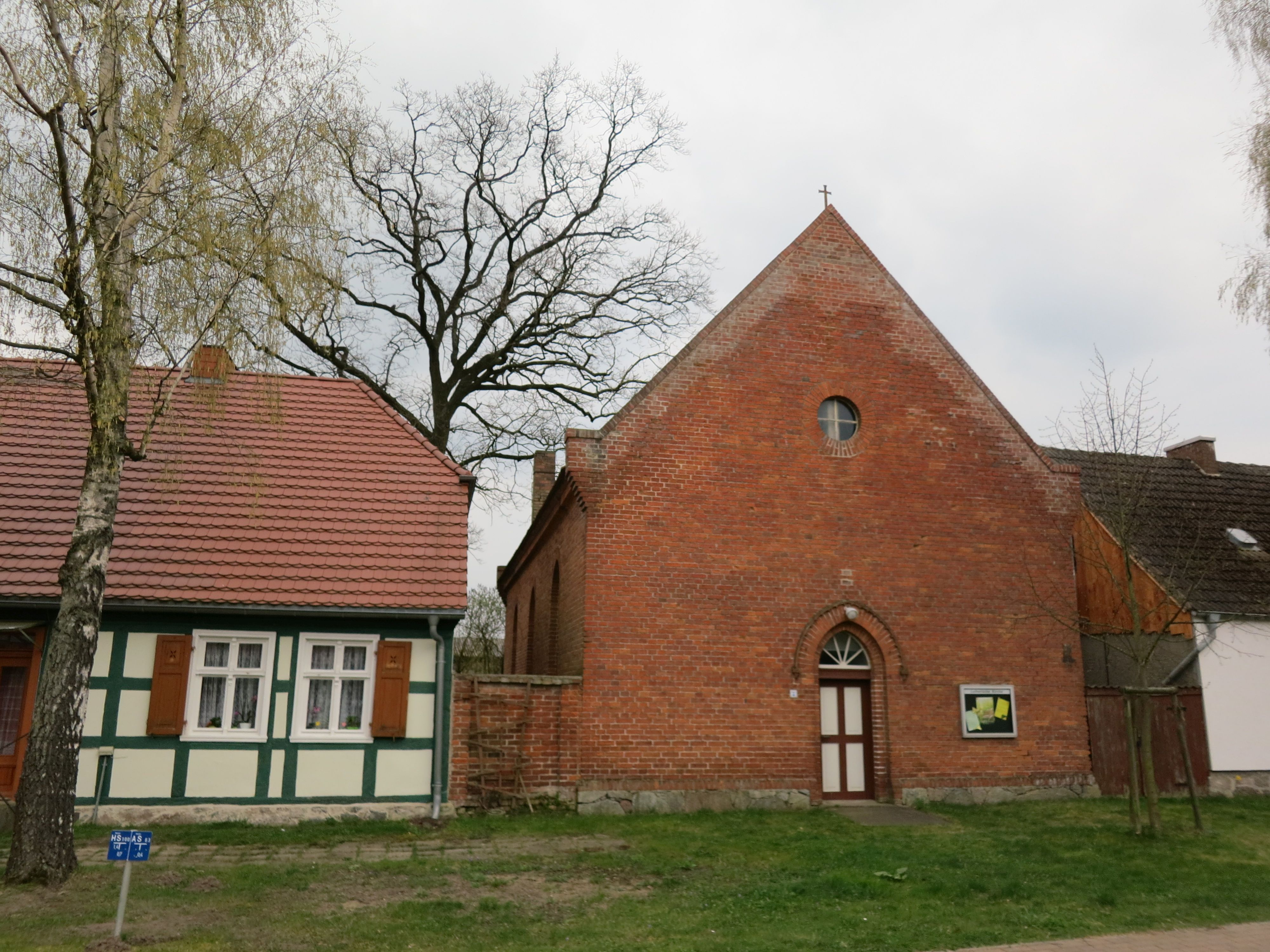
Evangelisch-Lutherische Kirche Fredersdorf (Zichow)
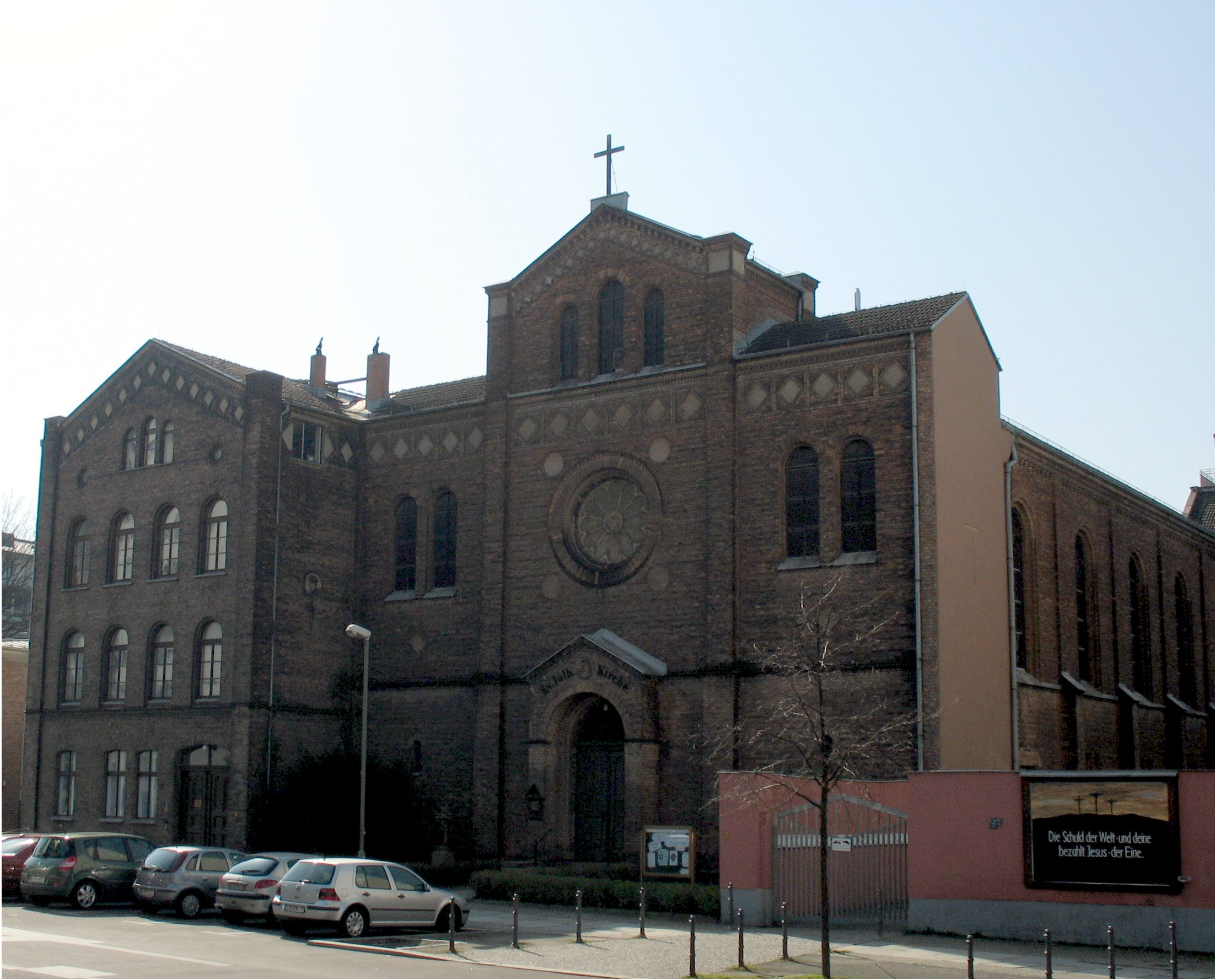
Evangelisch-Lutherische Kirche, Berlin-Mitte
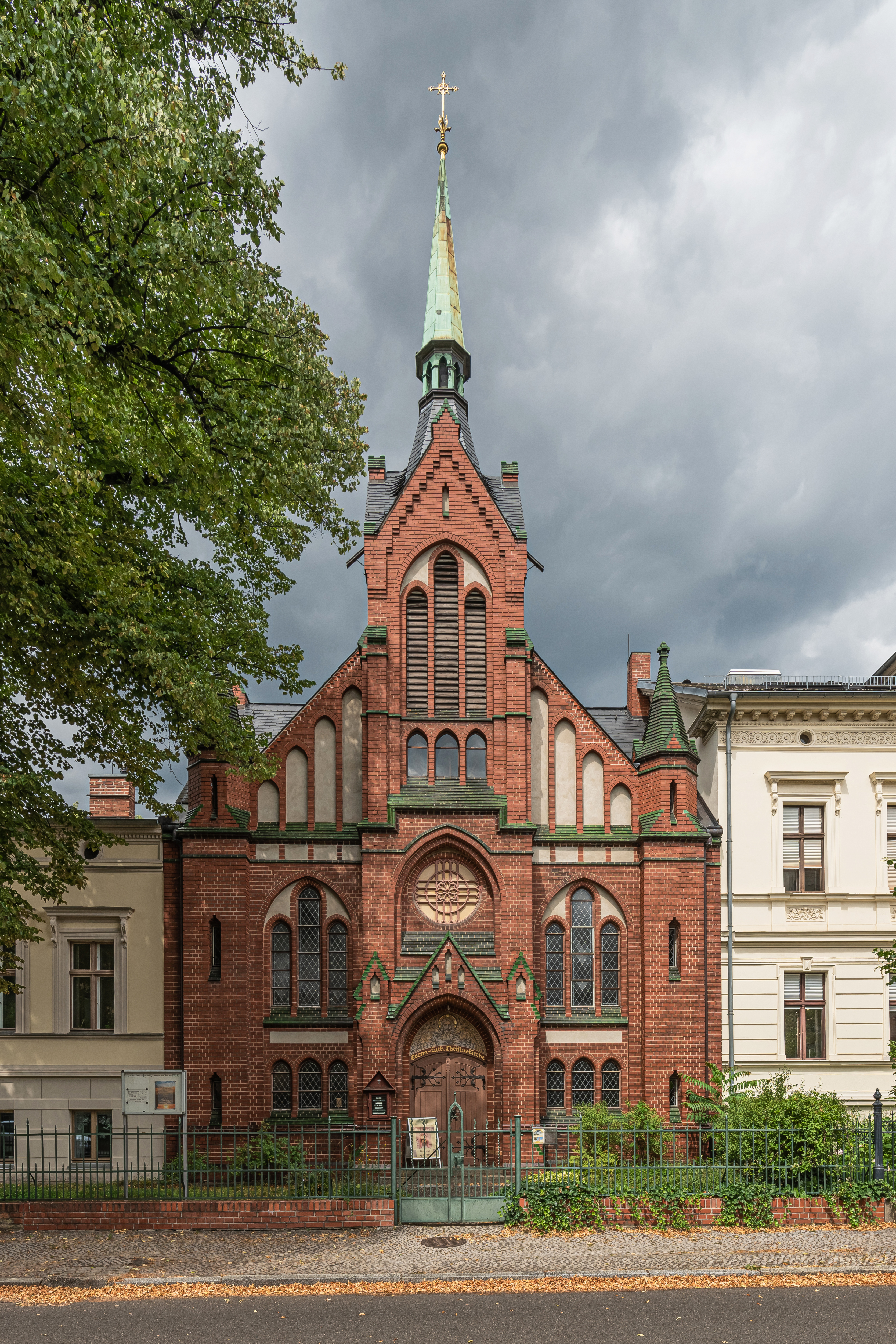
Evangelisch-Lutherische Christuskirche, Potsdam
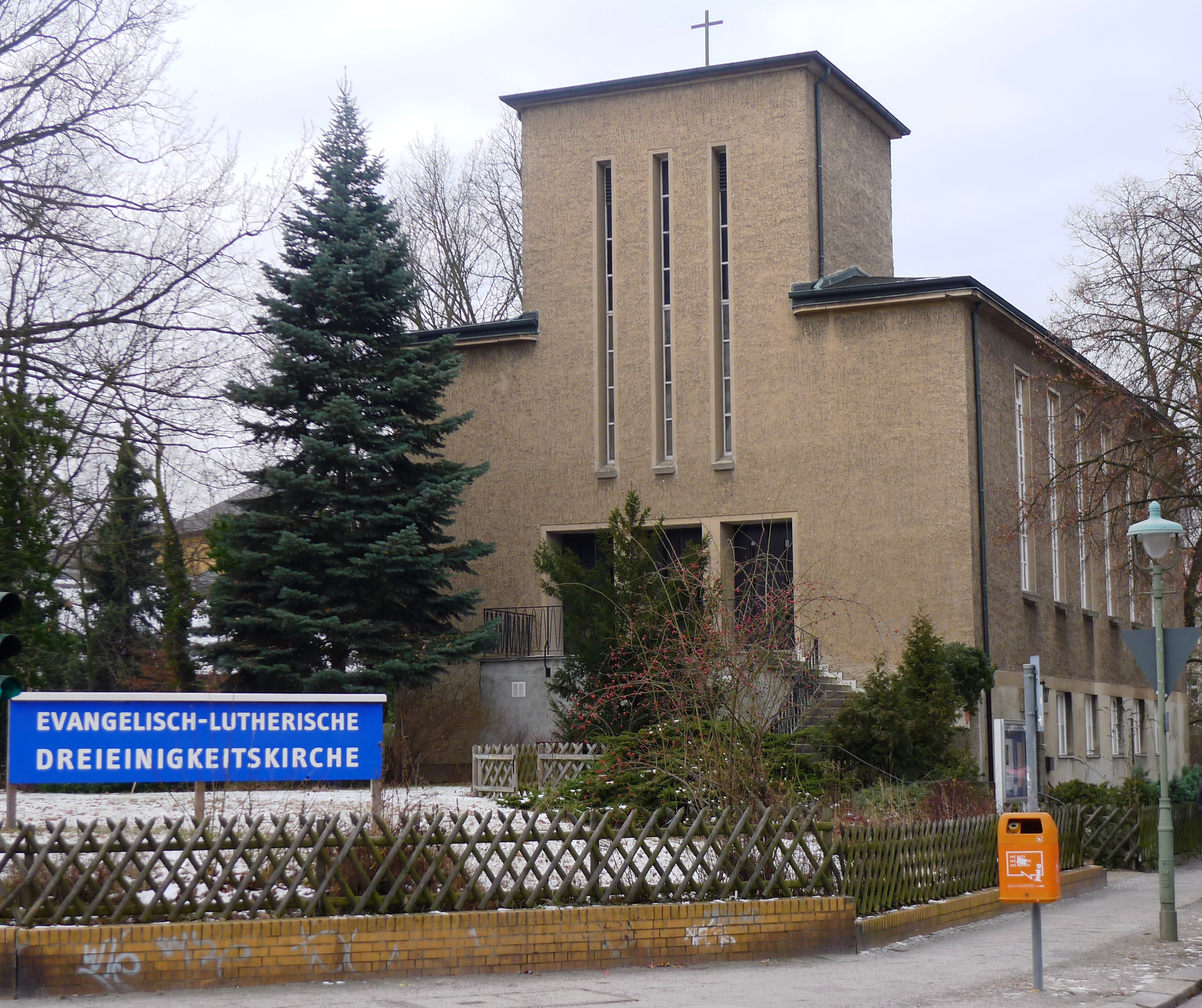
Evangelisch-Lutherische Dreieinigkeitskirche, Berlin-Steglitz
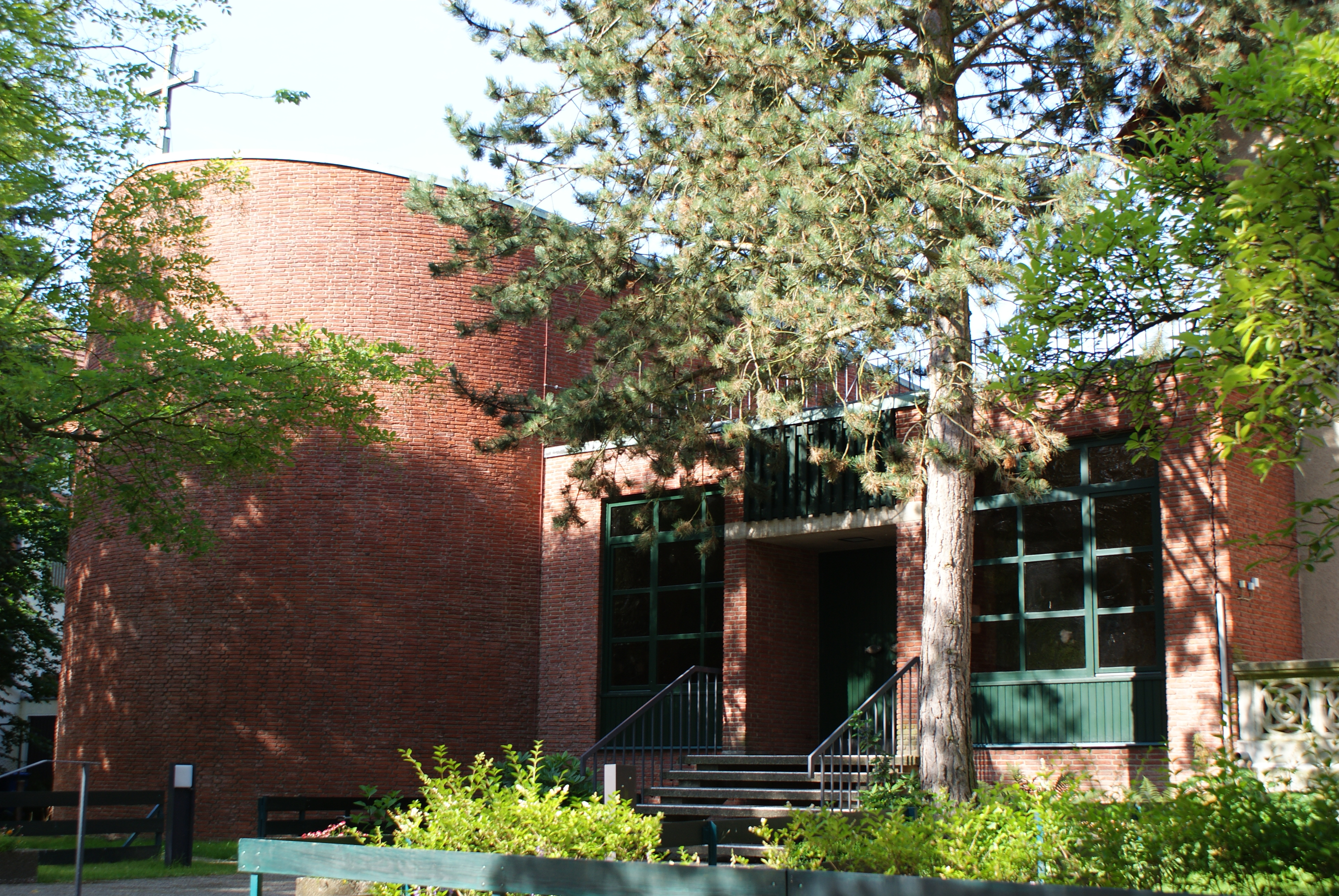
Evangelisch-Lutherische St. Marienkirche, Berlin-Zehlendorf
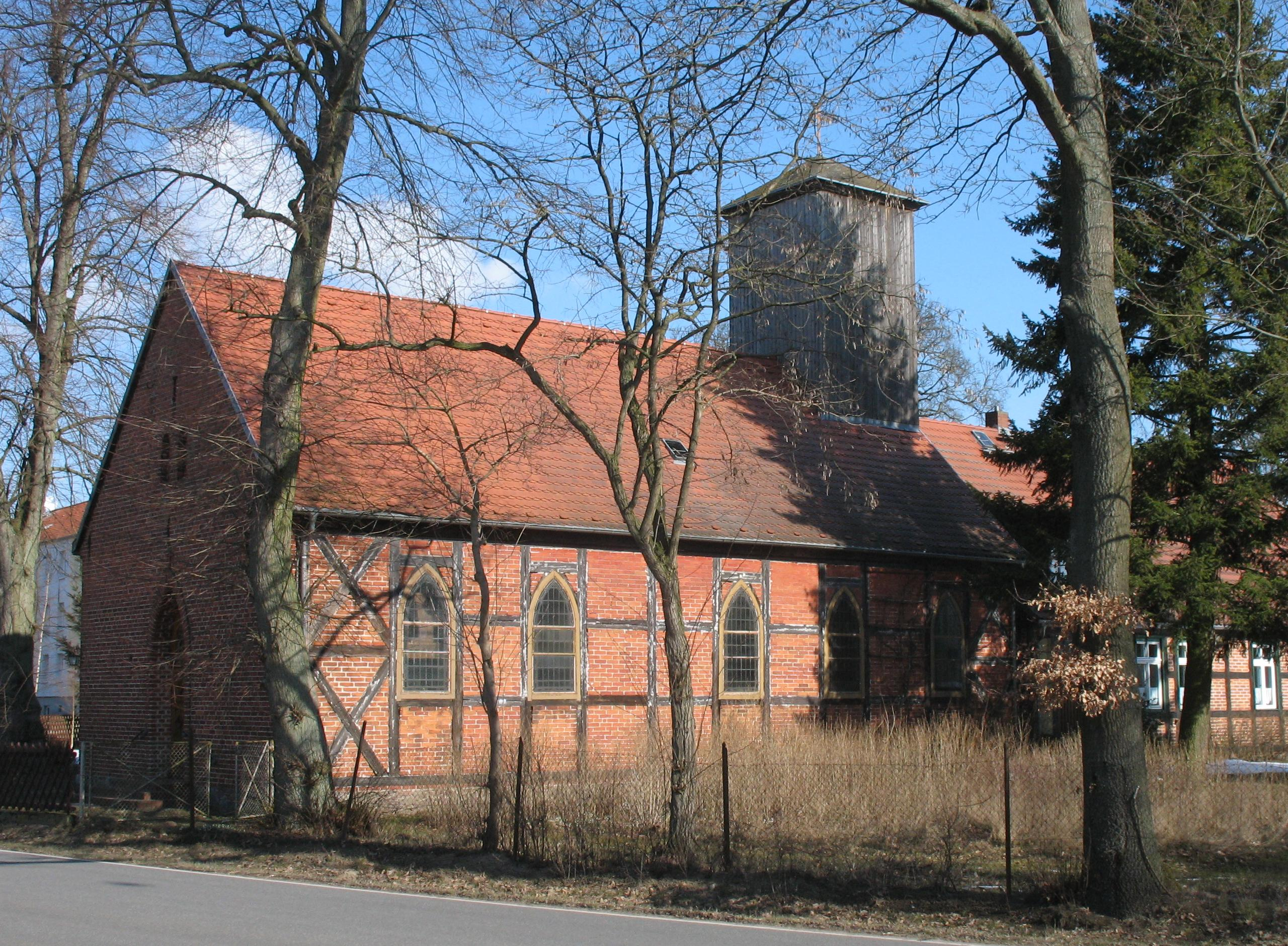
Evangelisch-Lutherische Kirche, Jabel
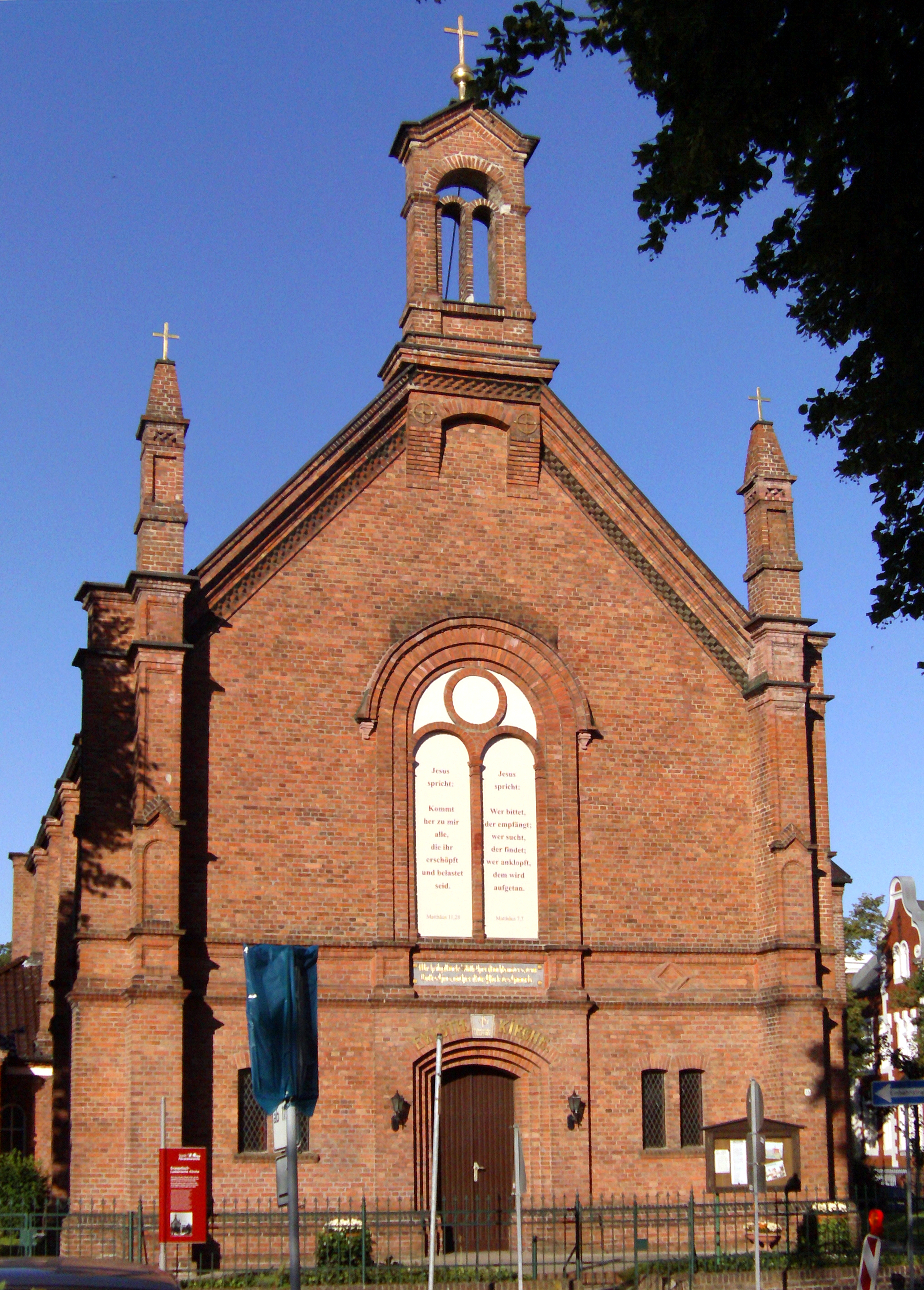
Evangelisch-Lutherische Kirche Fürstenwalde/Spree
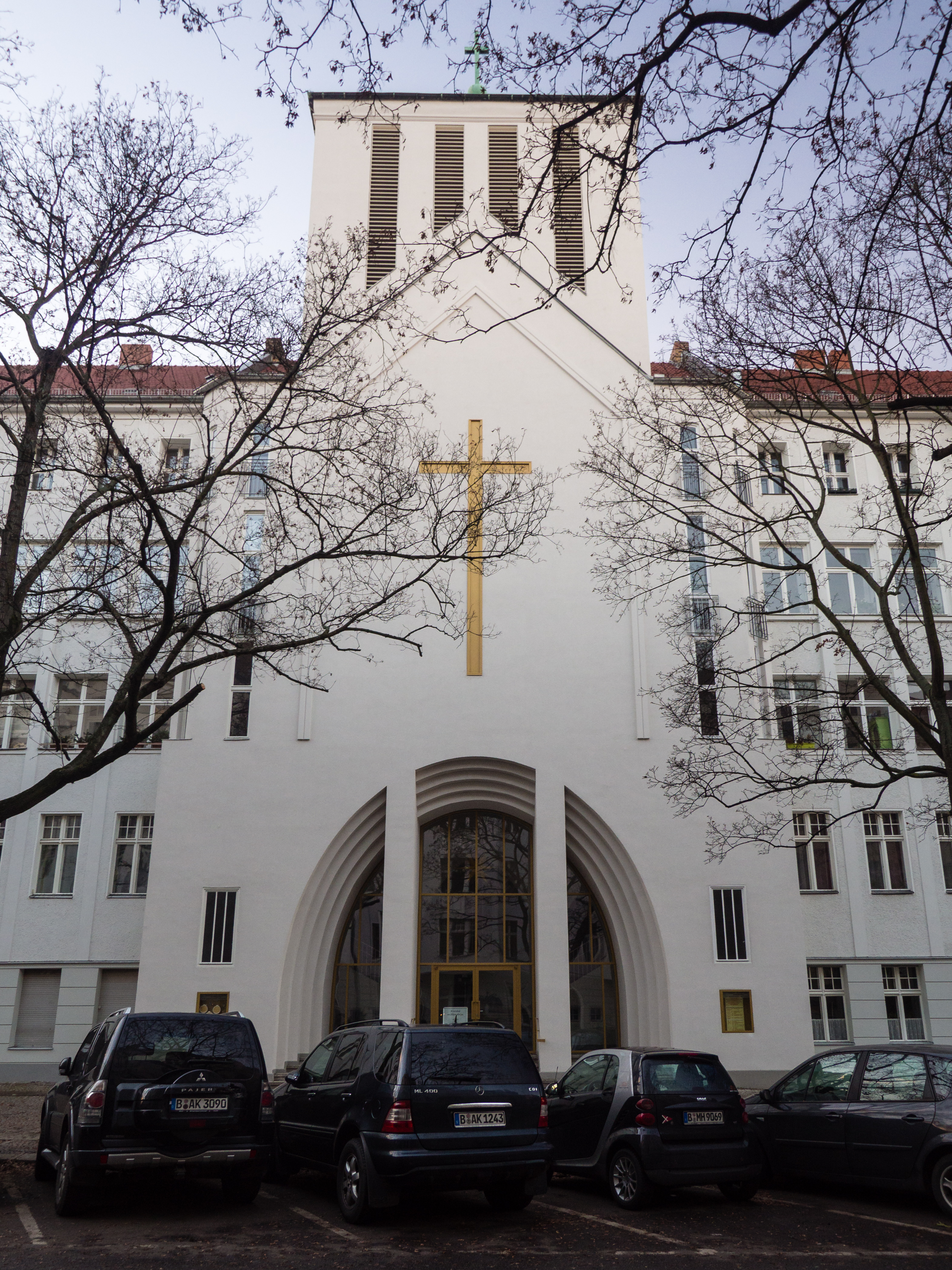
Evangelisch-Lutherische Kirche zum Heiligen Kreuz, Berlin-Wilmersdorf
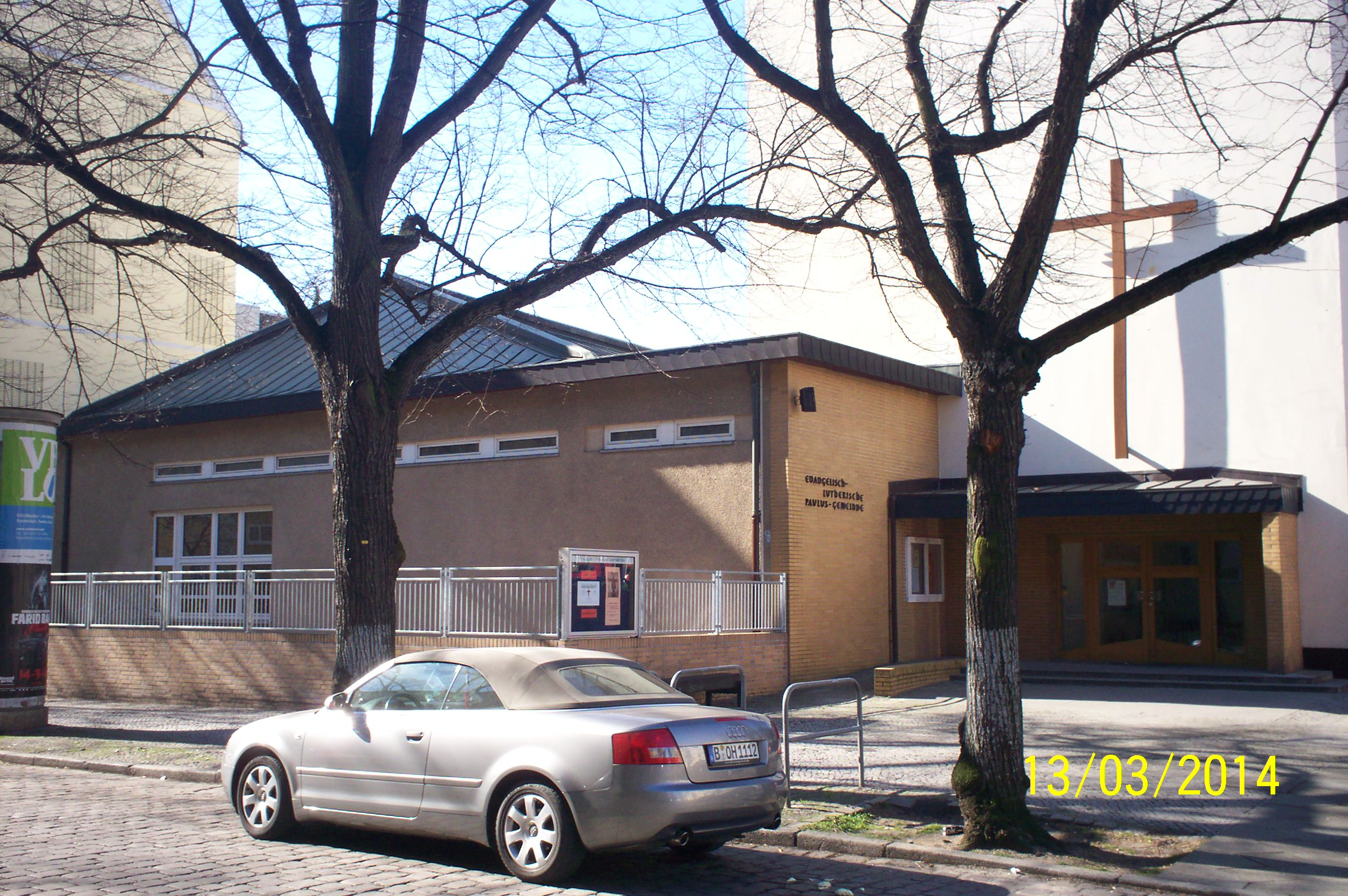
Evangelisch-Lutherische Pauluskirche, Berlin-Neukölln
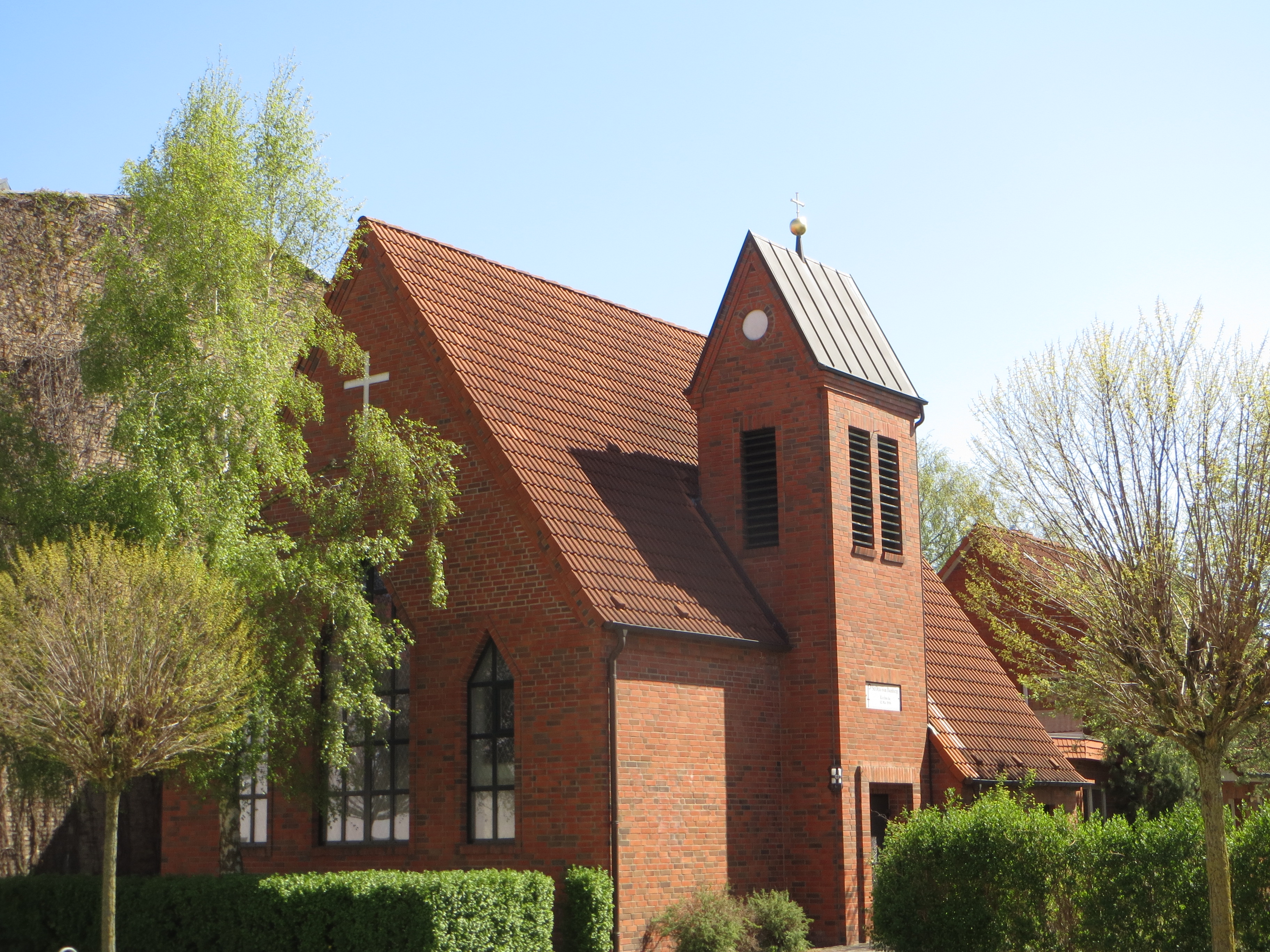
Evangelisch-Lutherische St. Otto von Bamberg-Kirche, Greifswald
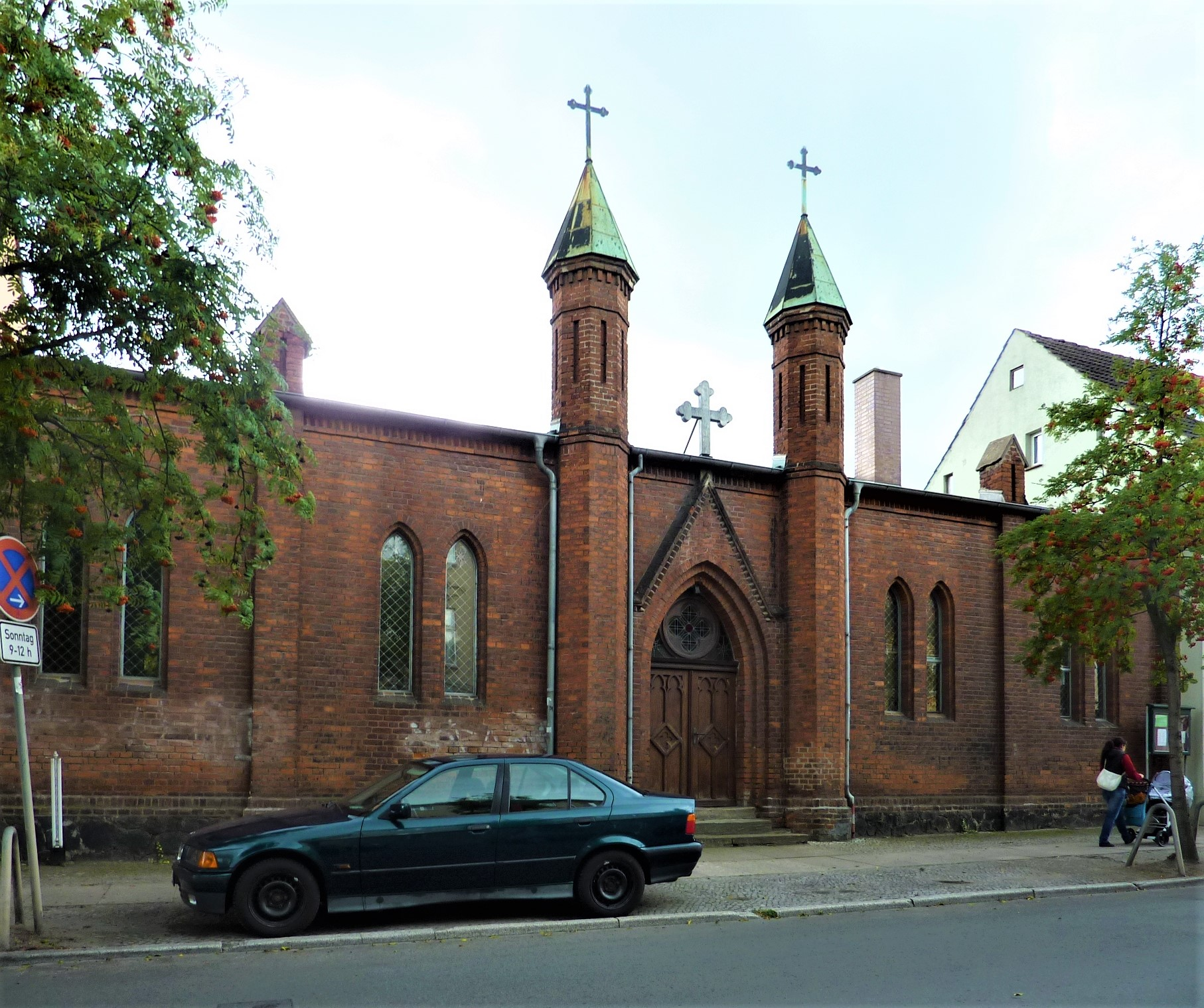
Evangelisch-Lutherische Kreuzkirche, Neuruppin

## Superintendentur
Der derzeitige Superintendent des Kirchenbezirks Berlin-Brandenburg ist Roger Zieger. Die Superintendentur befindet sich in Berlin.

## Kirchenbezirksbeirat
Der Kirchenbezirksbeirat besteht aus dem Superintendenten, zwei Pfarrern und drei Laien.